# 神仙妹妹
《神仙妹妹》是黎锦晖在1925年创作的一部儿童歌舞剧。这部剧描写小孩、羊、兔子和螃蟹在神仙妹妹的指挥下，击退了老虎、鳄鱼和大鹰的侵犯，显示了团结战斗的威力。剧中“老虎叫门”里老虎和羊的对唱：“小羊儿乖乖，把门儿开开，快点儿开开，我要进来……”“不开不开不能开，母亲没回来，谁也不能开。”广泛传唱。